# Edoardo Purgatori
Edoardo Purgatori (* 14. Januar 1989 in Rom) auch bekannt als Edoardo Hendrik ist ein italienisch-deutscher Film- und Theaterschauspieler.

## Leben
Purgatori wurde 1989 als ältestes von drei Kindern des italienischen Journalisten Andrea Purgatori (1953–2023) und der deutschen Kunsthistorikerin und Schauspielerin Nicola Schmitz geboren. Er hat heute die deutsche und die italienische Staatsbürgerschaft. Sein Großvater, Mirko Purgatori, war Filmproduzent, sein 1994 verstorbener Cousin Giorgio Salvioni Drehbuchautor und Filmproduzent.
Er besuchte die Deutsche Schule Rom und war Ensemblemitglied der schuleigenen Theatergruppe. Erste Schauspielkurse belegte er ab seinem 18. Lebensjahr in New York City. Seine erste Filmrolle bekam er 2007 als einer der Hauptdarsteller der Krimiserie Donna detective.
2008 begann er das Studium Internationale Beziehungen an der Libera Università Internazionale degli Studi Sociali in Rom, das er kurze Zeit später abbrach. Er ging zum Schauspielstudium nach London. In Großbritannien war er Absolvent der Oxford School of Drama.
2010 kehrte Purgatori nach Italien zurück, wo er sowohl am Theater wie auch bei Film- und Fernsehproduktionen engagiert wurde. So verkörperte er unter anderem eine Hauptrolle in Tennessee Williams’ Theaterstück Die Glasmenagerie und war als „Mark Anton“ in Julius Cäsar von William Shakespeare zu sehen.
Sein bekanntester Film ist die 2012 produzierte Komödie To Rome with Love unter der Regie von Woody Allen.
Purgatori lebt abwechselnd in Rom, Berlin, London und Los Angeles.

## Filmografie (Auswahl)

### Kino
- La dea fortuna, Regie Ferzan Özpetek (2019)
- Mr. H, Regie Giulio Neglia (2019)
- Freaks Out, Regie Gabriele Mainetti (2019)
- N E K.O., Regie Ludovico Purgatori (2018)
- The Record of Existence, Regie Lorenza La Bella (2018)
- Quando corre Nuvolari, Regie Tonino Zangardi (2018)
- Appunti di viaggio, Regie Andrea Natale (2016)
- Ben-Hur, Regie Timur Bekmambetov (2016)
- La grande rabbia, Regie Claudio Fragasso (2016)
- Amore oggi, Regie Giancarlo Fontana e Giuseppe Stasi (2014)
- Am Wald, Regie Marco Longobucco (2013)
- La mossa del pinguino, Regie Claudio Amendola (2013)
- Minnie, Regie Andrea Natale (2012) - Finalist am 5. Kurzfilmfestival Corto Corrente (2013)
- Breaking Point, Regie Ludovico Purgatori (2012)
- The Fallen Angel, Regie Michele Coggiola (2012)
- To Rome with Love, Regie Woody Allen (2012)
- G: The Other Me, Regie Michele Coggiola (2011)
- Faust chi?, Regie Marco Maltauro (2009)

### TV
- Baby, Regie Andrea De Sica und Anna Negri – Netflix-Serie (2018)
- Tutto può succedere 2, Regie Lucio Pellegrini – Serie (2016)
- The Boundary (Il Confine), Regie Carlo Carlei – TV-Film (2016)
- Trennung auf Italienisch, Regie Florian Gärtner – TV-Film (2014)
- Un medico in famiglia – Serie, 22 Episoden (2013–2016)
- Anita Garibaldi, Regie Claudio Bonivento – Miniserie (2012)
- Eroi per caso, Regie Alberto Sironi – Miniserie (2011)
- Mia madre, Regie Ricky Tognazzi – Miniserie (2010)
- Un caso di coscienza, Regie Luigi Perelli – Serie (2009)
- Donna detective – Serie, 22 Episoden (2008–2010)

### Theater
- The Diner, Regie Gabriele Di Luca und Massimiliano Setti, „Carrozzeria Orfeo“  Theatre Company (2019)
- Loose Ends - Giovani Sospesi, Regie Armando Quaranta (2019)
- The Pass, Regie Maurizio Mario Pepe, „the shape of water“ Theatre Company (2019)
- Killology, Regie Maurizio Mario Pepe, „the shape of water“ Theatre Company (2018)
- The Pass, Regie Maurizio Mario Pepe, „the shape of water“ Theatre Company (2017)
- Marathon, Regie Maurizio Mario Pepe, „the shape of water“ Theatre Company (2016)
- Julius Caesar, Regie Maurizio Mario Pepe (2015) – [English Production]
- The Shape of Things, Regie Michele Coggiola e Maurizio Mario Pepe (2013)
- Die Glasmenagerie, Regie Maurizio Pepe (2013–2015)
- Tartuffe, Regie Gerrit Krüger (2008)
- Les Miserables, Regie Gerrit Krüger (2007)
- Hase Hase, Regie Gerrit Krüger (2006)
- Tanz der Vampire, Regie Sabine Krüger (2004)